# 直棱藓
直棱藓（学名：Glyphothecium sciuroides）为棱蒴藓科直棱藓属下的一个种。